# Etilacrilato
L'etilacrilato è un composto chimico di formula {formula composto} che in condizioni normali si presenta come un liquido incolore dall'odore acre.

## Caratteristiche strutturali e fisiche
Si tratta di un composto organico, nello specifico dell'estere etilico dell'acido acrilico.
Si tratta di un liquido infiammabile che galleggia in acqua. Il composto è più pesante dell'aria. Se riscaldato emette fumi irritanti e tossici. I contenitori in cui si conserva possono esplodere. Può verificarsi un ritorno di fiamma dei vapori. I vapori mischiati con aria possono facilmente produrre miscele esplosive.
| N. di atomi pesanti                  | 7                    |
| N. di accettori di legami a idrogeno | 2                    |
| N. di legami ruotabili               | 3                    |
| Energia di ionizzazione              | 10,30 eV             |
| Massa monisotopica                   | 100,052429494 u      |
| Superficie polare                    | 26,3 Å²              |
| Polarizzabilità                      | 10,6 ± 0,5 10⁻²⁴ cm³ |
| Rifrattività molare                  | 26,7 ± 0,3 cm³       |
| Volume molare                        | 109,6 ± 3,0 cm³      |
| Soglia olfattiva                     | 2,4 x 10-4 ppm       |

| Tensione all'interfaccia acqua/liquido     | 40 dynes/cm a 20°C |
| Tensione superficiale a 20°C               | 25 dynes/cm        |
| Gravità specifica a 20°C                   | 0,923              |
| Punto di congelamento                      | –72°C              |
| Temperatura critica                        | 279°C              |
| Pressione critica                          | 37 atm             |
| Calore latente di vaporizzazione           | 82,9 cal/g         |
| Potere calorifico                          | -6.600 cal/g       |
| Calore di polimerizzazione                 | –186 cal/g         |
| Pressione di vapore a 20°C                 | 3,9 kpa            |
| Pressione di vapore di Reid                | 1,4 psia           |
| Densità relativa                           | 0,92               |
| Densità di vapore relativa                 | 3,45               |
| Densità relativa della miscela vapore/aria | 1,09 a 20°C        |

| Frazione molare di combustione            | 9           |
| Rapporto stechiometrico aria/combustibile | 28,6        |
| Burning rate                              | 4,3 mm/min  |
| Campo d'infiammabilità in aria            | 1,8% - 9,5% |

## Abbondanza e disponibilità
È un composto volatile naturalmente presente nell'ananas e del formaggio Beaufort.

## Sintesi

Sintesi dell'etilacrilato

L'etilacrilato viene preparato mediante esterificazione catalizzata da acidi dell'acido acrilico, che di solito viene prodotto attraverso l'ossidazione del propilene. Può anche essere sintetizzato a partire da etanolo, monossido di carbonio e acetilene tramite una reazione di Reppe.

## Reattività e caratteristiche chimiche
Può polimerizzare liberando calore se esposto alla luce o in presenza di impurità, pertanto deve essere aggiunto un inibitore della polimerizzazione come il monometiletere o l'idrochinone. Il composto è incompatibile con ossidanti, perossidi, polimerizzanti, umidità e acido clorosolfonico.
Reagisce con i dieni come un buon dienofilo nelle reazioni di Diels-Alder. Reagisce con le ammine, in presenza di acidi di Lewis, in un'addizione di Michael a formare derivati della β-alanina con rese elevate:

### Derivati
- 2-idrossi etilacrilato[9]
- 2-etil-esil-acrilato[9]
- 2-metilamino-etilacrilato
- idrossietil metacrilato[9]
- etil 3-bromopropionato[12]

## Farmacologia e tossicologia

### Tossicologia
Il vapore è irritante per occhi, naso e gola. Se inalato può causare nausea e cefalea. Il liquido può causare ustioni alla pelle e agli occhi. Nocivo se ingerito. L'esposizione prolungata può causare sensibilizzazione. L'esposizione a concentrazioni eccessive di vapori può anche causare sonnolenza accompagnata da nausea, mal di testa o grave irritazione delle vie respiratorie.
| TLC-TWA     | 5 ppm     |
| TLV-Ceiling | 15 ppm    |
| IDHL        | 300 ppm   |
| PEL-TWA     | 25 ppm    |
| MAK         | 8,3 mg/m3 |
| EU-OEL      | 21 mg/m3  |

## Applicazioni
È utile per migliorare l'effetto pulente dei detergenti liquidi, viene utilizzato come rivestimento per compresse resistenti ai succhi gastrici, nella carta, nelle vernici e negli adesivi, negli ausiliari per tessili e pelle, nei cosmetici e in diversi altri prodotti farmaceutici. L'EA viene anche utilizzato come agente aromatizzante.

## Impatto ambientale
La BOD del composto in acqua dolce in 5 giorni è stata calcolata essere pari al 66%. La sostanza risulta tossica per gli organismi acquatici.